# Мясничий узел
Мясни́чий у́зел (англ. Butcher’s Knot) — связывающий узел, используемый мясниками для подвязывания при вялении и засолке мяса. «Мясничий» является условным обобщающим названием для группы узлов, используемых в мясной розничной торговле, от удавок мясничьи узлы отличает наличие полуштыка в качестве контрольного узла. Особенностью узла является плотное затягивание, которое необходимо для надёжного удержания мяса при засолке на протяжении нескольких недель. Собирательное название «мясничий узел» для группы узлов — схоже с подобными группами узлов: «ткацкий узел», «хирургический узел» «морской узел», «мельничный узел».

## Разновидности мясничьих узлов
Мясники используют множество разнообразных узлов, роднит которые наличие контрольного узла (полуштыка), который, собственно, и обеспечивает надёжность:
| Изображение | Наименование на русском языке           | Наименование на английском языке | Описание |
| ----------- | --------------------------------------- | -------------------------------- | --- |
|             | Бегущий простой узел                    | Butcher’s Knot                   | Сделать удавку вокруг куска мяса, а после — полуштык коренным концом верёвки, в который вдевают ходовой для страховки |
|             | Бегущий простой узел со стопорным узлом | Butcher’s Knot                   | Наиболее распространённый мясничий узел. Сто́порный узел на конце ходового конца препятствует развязыванию. Вначале завязывают стопорный узел, затем — удавку, а после — полуштык коренным концом верёвки, в который вдевают ходовой для страховки     |
|             | Упаковочный узел, эвенкийский узел      | Packer’s Knot                    | Упаковочный узел для связывания свёртков и упаковок с товаром, который также часто используют более опытные мясники, но в засолке узел недостаточно надёжен, а после делают полуштык коренным концом верёвки, в который вдевают ходовой для страховки |
|             | Бревенчатый узел, удавка с полуштыками  | Butcher’s Knot                   | Узел является вариацией упаковочного узла, но с дополнительным шлагом вокруг ходового конца петли, а после — полуштык коренным концом верёвки, в который вдевают ходовой для страховки                                                                |
|             | Бревенчатый узел                        | Butcher’s Knot                   | Узел является вариацией упаковочного узла, но со шлагами вокруг коренного конца петли, а после — полуштык коренным концом верёвки, в который вдевают ходовой для страховки                                                                            |
|             | Бревенчатый узел                        | Butcher’s Knot                   | Узел является вариацией упаковочного узла, но со шлагами вокруг коренного конца петли (в отличие от предыдущего, сначала — сверху, после — снизу), а после — полуштык коренным концом верёвки, в который вдевают ходовой для страховки                |
|             | Прямой узел                             | Butcher’s Knot                   | Часто используемый мясниками узел, слабейший из всех, скользит, и его необходимо перевязывать заново, а после — полуштык коренным концом верёвки, в который вдевают ходовой для страховки                                                             |
|             | Бабий узел                              | Butcher’s Knot                   | Лучше, чем прямой узел, а после — полуштык коренным концом верёвки, в который вдевают ходовой для страховки |
|             | Лисель-галсовый узел                    | Butcher’s Knot                   | Наилучший узел для мясников, а после — полуштык коренным концом верёвки, в который вдевают ходовой для страховки |
|             | Лисель-галсовый узел со шлагом          | Butcher’s Knot                   | Лисель-галсовый узел с дополнительным шлагом, а после — полуштык коренным концом верёвки, в который вдевают ходовой для страховки |